# Ocellularia crocea
Ocellularia crocea är en lavart som först beskrevs av August von Krempelhuber och som fick sitt nu gällande namn av Overeem & D. Overeem 1922. 
Ocellularia crocea ingår i släktet Ocellularia och familjen Thelotremataceae. Inga underarter finns listade i Catalogue of Life.